# Schonach (Gutach)
Die Schonach ist ein linker Nebenbach der Gutach, in die sie inmitten von Triberg im Schwarzwald (Schwarzwald-Baar-Kreis) wenig unterhalb der Triberger Wasserfälle einmündet.
Sie entwässert ein geradlinig nach Südosten gerichtetes Hochtal im Mittleren Schwarzwald, das in deutlichen Talstufen zum Triberger Talkessel hin abfällt. Es ist großenteils von den Siedlungsflächen des Ortes Schonach eingenommen.

## Geographie

### Verlauf und Tallandschaft
Namentlich entsteht die Schonach im gleichnamigen Ort aus dem Zusammenfluss des Obertalbachs mit dem nur etwas kleineren Turntalbach. Beide Quellbäche kommen aus rund 900 Meter hoch gelegenen Wiesenmulden mit verstreut liegenden Schwarzwaldhöfen und erreichen dann über kurze Steilstufen das Niveau des sogenannten Obertals von Schonach und vereinigen sich nahe der Ortsmitte im oberen Weiher des Kurgartens. Die Hauptquelle des Obertalbachs liegt einen Kilometer nördlich des Sattels Wilhelmshöhe, über den die Landesstraße 109 vom oberen Tal der Elz her nach Triberg führt. Der Ablauf dieser Gummelenquelle (Gummele (alem.): kleine Senke) ist zunächst verrohrt und dann ein Wiesengraben. In ebenen Talweitungen fließt der Obertalbach auch frei mäandrierend.
Der vereinigte Bachlauf fließt zunächst durch den Ortskern, passiert einen kurzen Steilabschnitt und erreicht nach 500 Metern Lauf durch Industrieanlagen eine etwa 25 Meter hohe Talstufe. Unterhalb davon beginnt das Schonacher Untertal und zugleich der gefälleärmste Abschnitt des Baches. Die hier von Süden einmündenden drei Nebenbäche überwinden jeweils karwandartige Steilstufen. In der westlichsten von ihnen ist die Langenwaldschanze angelegt worden. Über die mittlere und größte stürzt der Wittenbach in kleinen Kaskaden herab. Das östlichste Kar liegt bereits auf dem Gebiet der Stadt Triberg und birgt an seinem Grund den Bergsee, einen der am tiefsten gelegenen Karseen des Schwarzwaldes. An seinem Ufer befindet sich die Wallfahrtskirche Maria in der Tanne. Unterhalb davon stürzt die Schonach über eine weitere, 20 Meter hohe Talstufe in den Triberger Talkessel und bildet dabei nach Unterquerung der Doldstraße den 8 Meter hohen Schonachfall. Hier und an anderen Talstufen wird das Wasser zur Nutzung in kleinen Wasserkraftwerken zeitweise abgeleitet. Im Stadtgebiet gibt die letzte Weitung des Tales einem Gewerbegebiet Raum, bevor die Schonach abrupt auf die Fließrichtung der Gutach einschwenkt und nach kurzem Parallelverlauf in diese einmündet. Die Schonach hat hier eine mittlere Wasserführung von 0,32 m³/s, die Gutach eine von 0,83 m³/s.

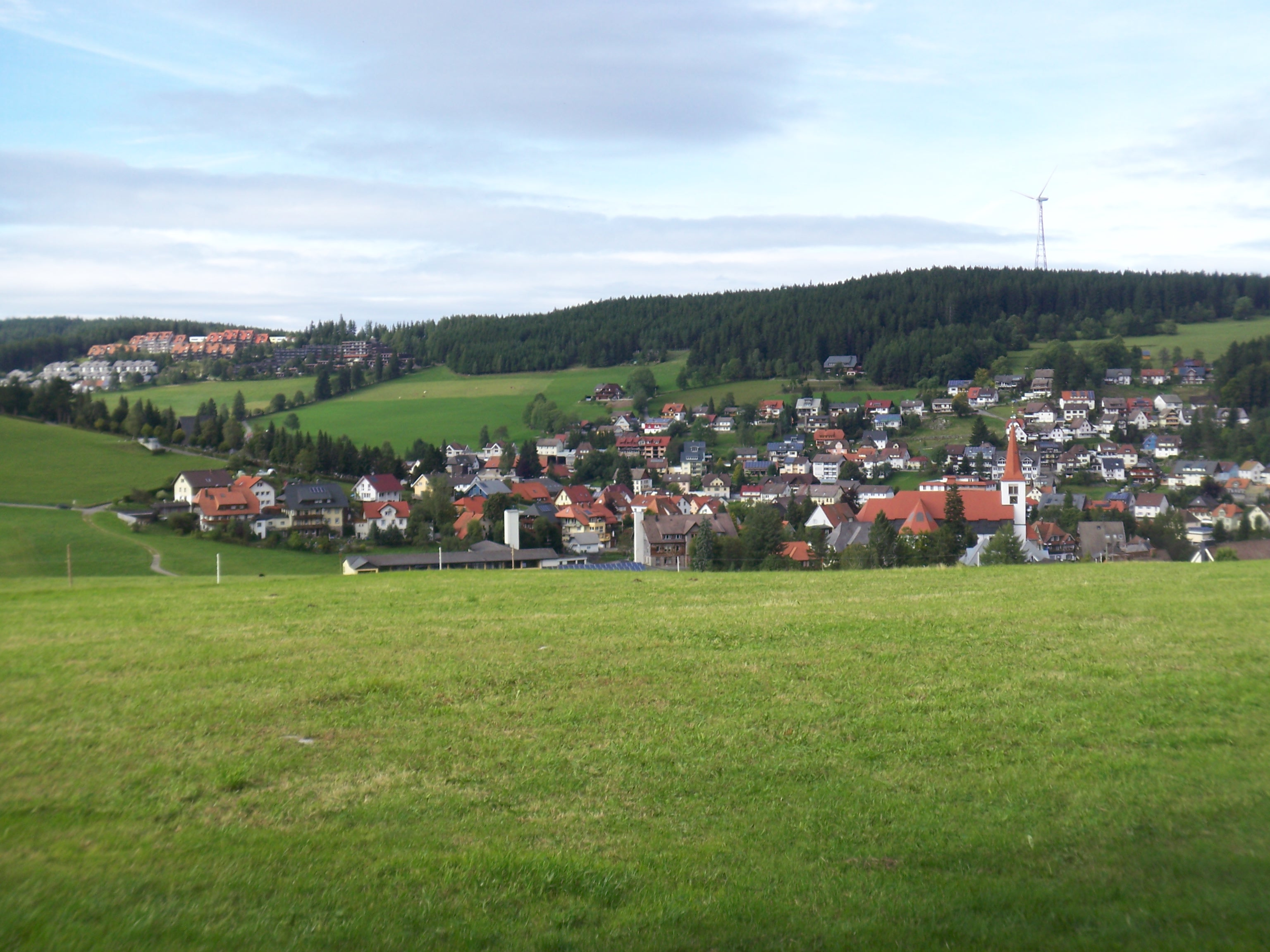
Schonacher Obertal, Blick von Süden talaufwärts
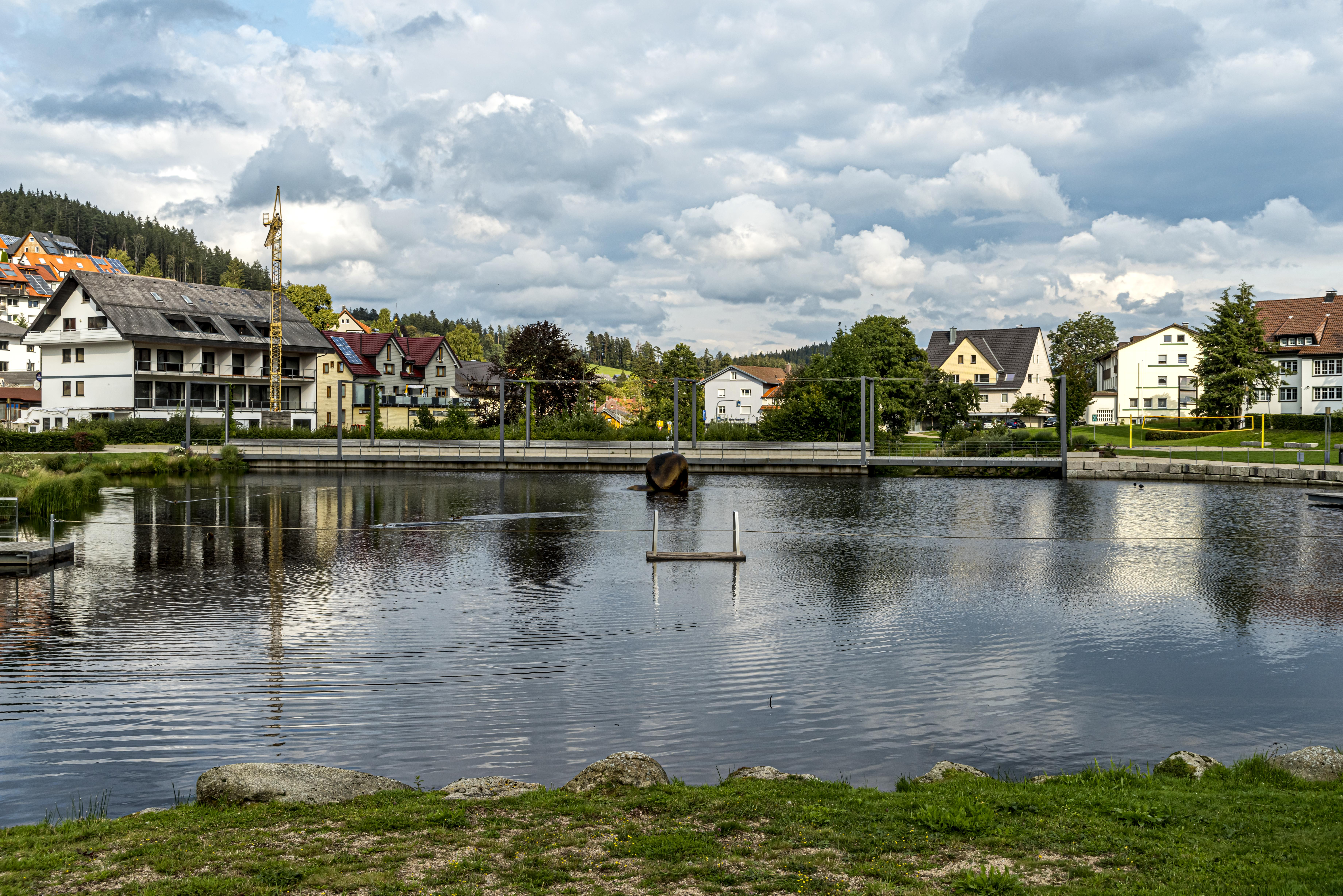
Zum Kurparkweiher gestaute Schonach
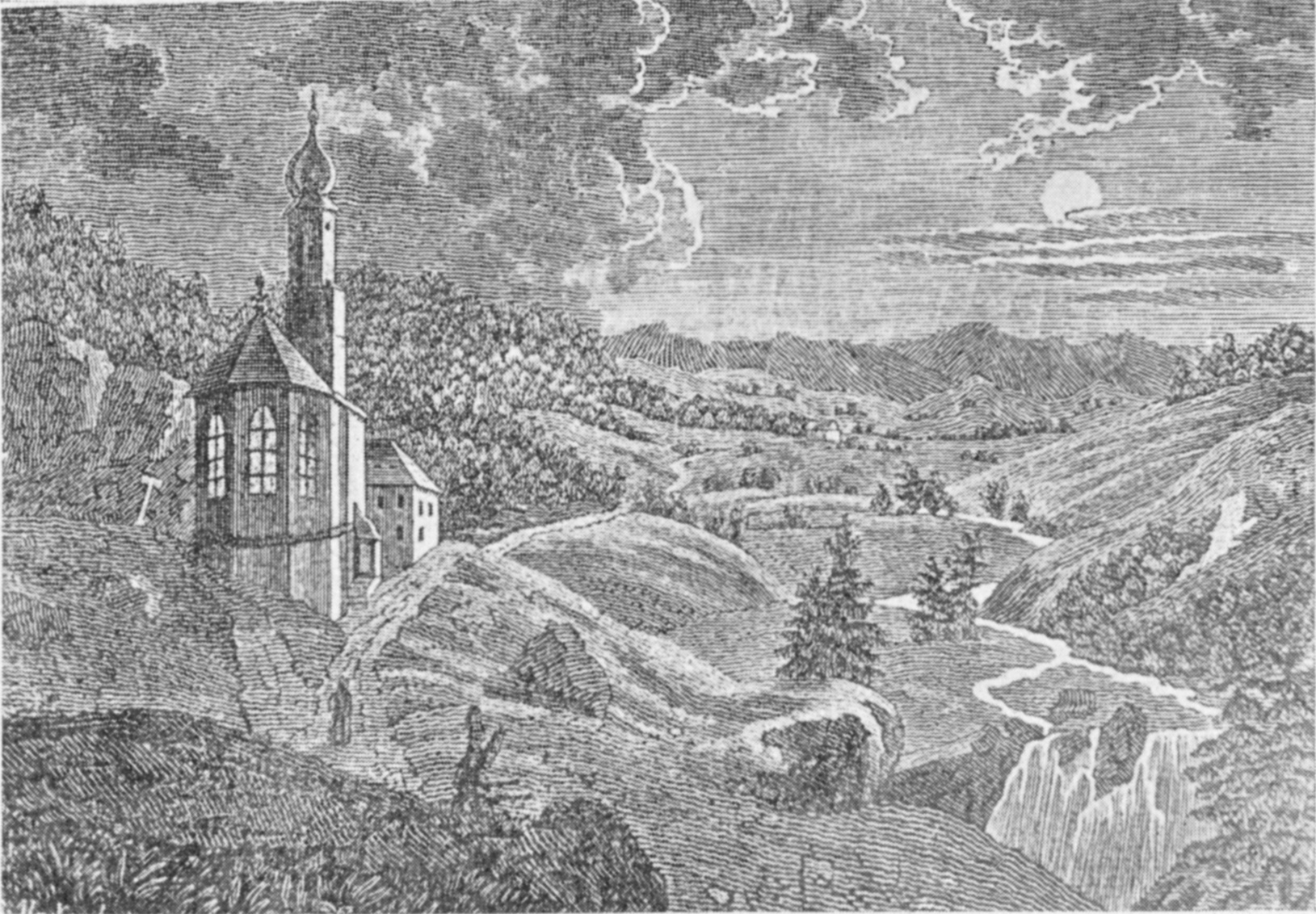
Ansicht talaufwärts mit Wallfahrtskirche und Schonach-Wasserfall (1780)
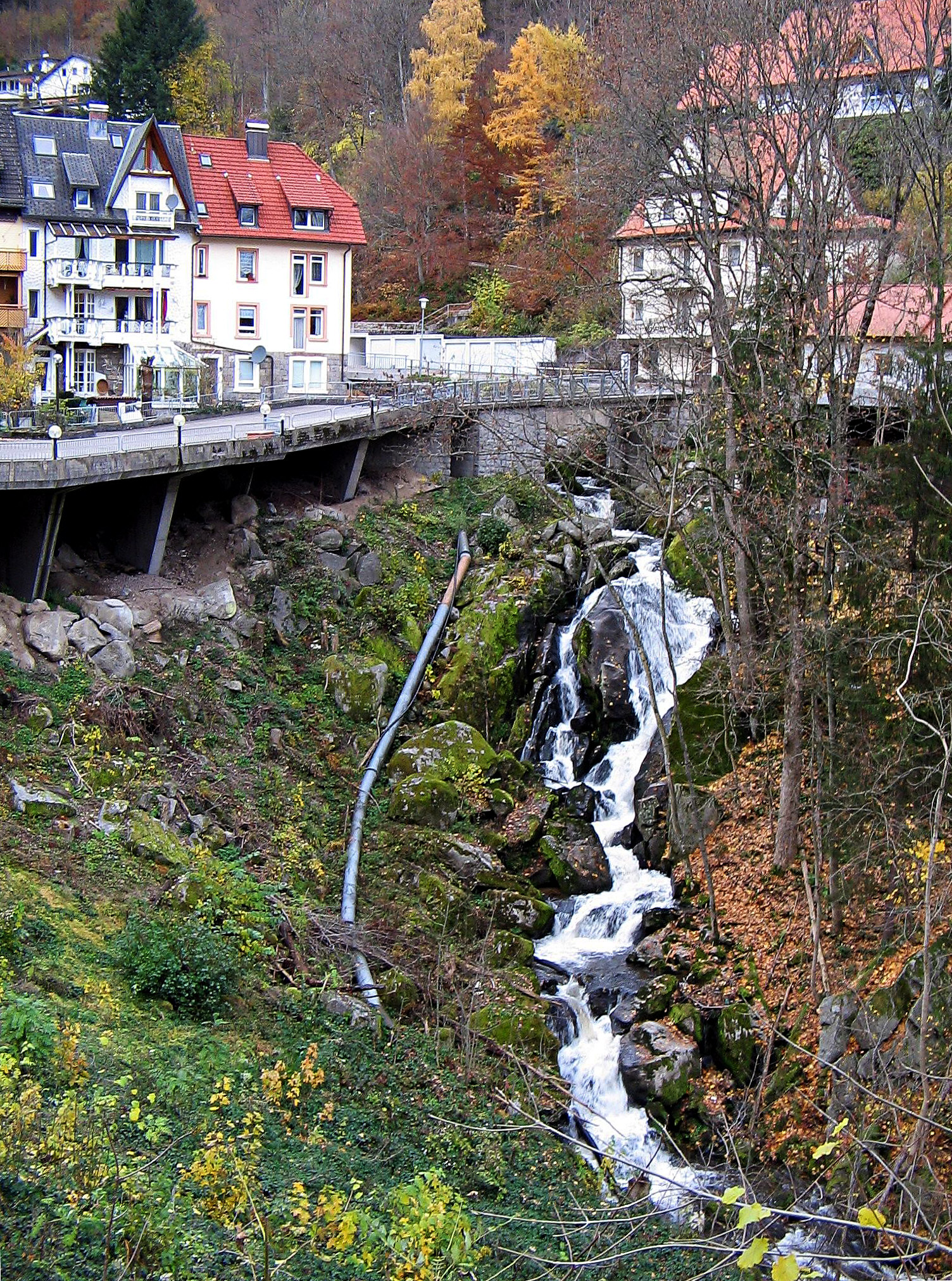
Wasserfall der Schonach in Triberg
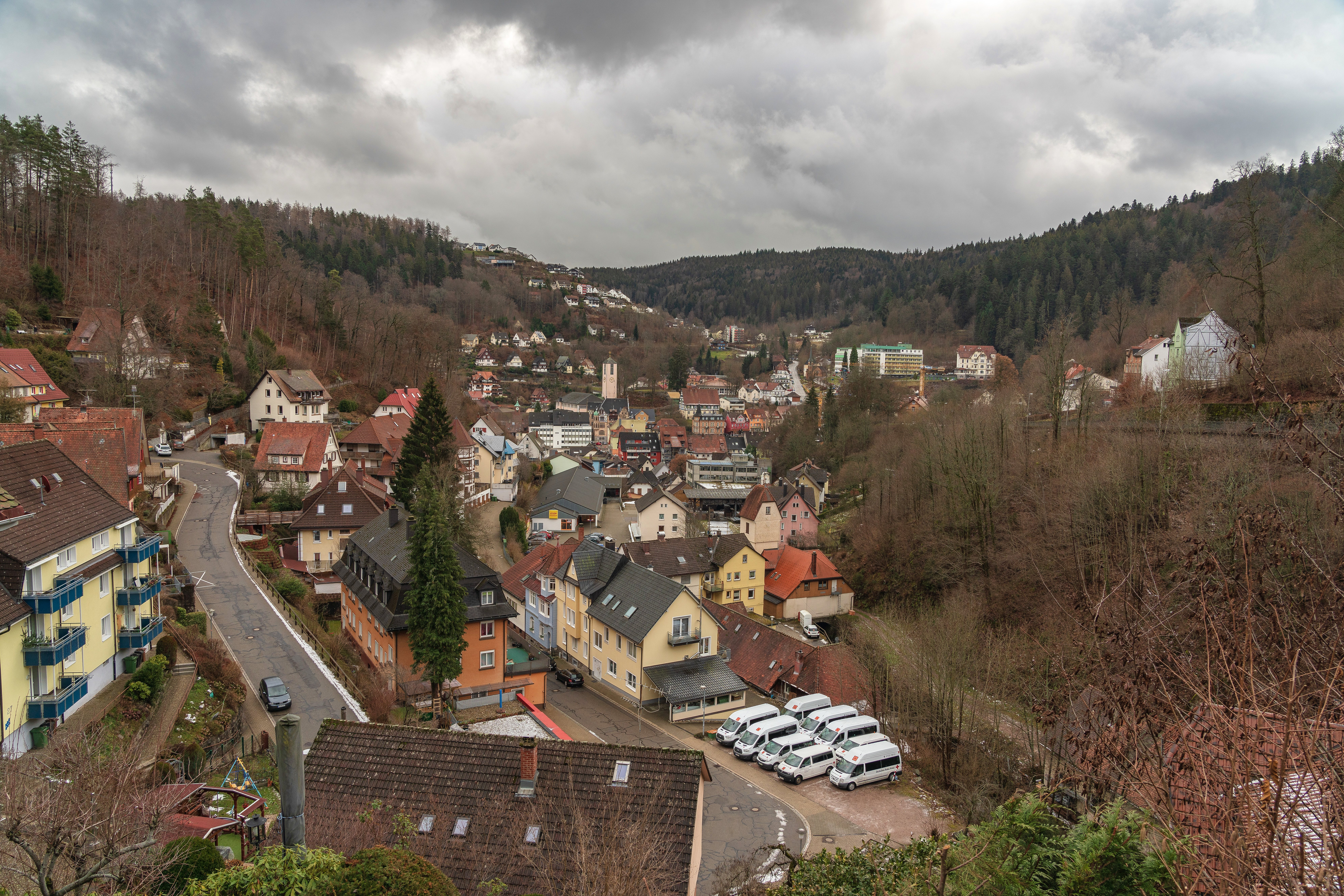
Blick in das unterste Schonachtal und den Triberger Talkessel

### Einzugsgebiet
Obwohl die Schonach über die Gutach zum Flusssystem des Rheins entwässert, hat ihr Einzugsgebiet in den höheren Teilen danubische Reliefmerkmale, also die typischen sanfthängigen Formen der nach Osten zur Donau gerichteten Flusstäler. Infolge der generellen Ostneigung erhält die Schonach fast nur von Südwesten her Zuflüsse. Dort liegt mit dem 1024 m ü. NHN hohen Blindenkopf der höchste Punkt des Einzugsgebietes, benannt nach dem südwestlich benachbarten, 1001 m ü. NHN hoch gelegenen Blindensee.
Das im unteren Teil deutlich in die Hochfläche eingesenkte Schonachtal setzt sich im Triberger Talkessel jenseits der querenden Gutach fort bis zum Sattel Geutsche. Auch dort stürzen die Bäche der südwestlich angrenzenden Hochfläche steil in diese Talung hinab. Geologisch ist das Einzugsgebiet recht einheitlich aus Triberg-Granit aufgebaut. Das Tal wird von zahlreichen Granitporphyr-Gängen gequert, die kaum einen Zusammenhang mit den Steilstufen des Tales zeigen.

### Zuflüsse
(Größere Zuflüsse vom Quellgebiet zur Mündung: Gewässerlänge, Einzugsgebiet und Höhe nach den entsprechenden Layern auf den Onlinekarten der LUBW)
Der Quellbereich der Schonach, d. h. ihres Oberlaufes Obertalbach, ist je nach Kartenwerk (und Witterung) etwas oberhalb oder unterhalb des Gummelenhofes zu verorten und liegt in einer Höhe von 978 m ü. NHN bis 983 m ü. NHN. Aus Südwesten treten weitere Quellgerinne aus den Wiesenmulden hinzu, als längster der Sulzbach. Bis zum Zufluss des Turntalbachs hat dieser oberste Quellbach eine Länge von 2,24 km und ein Einzugsgebiet von 2,84 km².
- Turntalbach, von rechts und Südosten auf etwa 862,7 m ü. NHN in Schonach:
 2,49 km; ca. 1,84 km². Quellgebiet auf etwa 988 m ü. NHN im Feldernmoos südlich des Sattels Wilhelmshöhe
- Wittenbach von rechts und Südosten auf 771,4 m ü. NHN wenig oberhalb der querenden Grenze zwischen Schonach und Triberg:
 1,16 km; ca. 1,5 km². Quellgebiet auf etwa 970 m ü. NHN im Hausmattenmoos zwei Kilometer südlich der Ortsmitte von Schonach

An der Einmündung der Schonach von links in die Gutach auf 652,2 m ü. NHN in der Stadtmitte von Triberg endet der Bachlauf nach 5,86 Kilometern.